# Svetoslav Dyakov
Svetoslav Dyakov (en bulgare : Светослав Дяков), né le 31 mai 1984 à Blagoevgrad en Bulgarie, est un footballeur international bulgare, qui évolue au poste de milieu central.

## Biographie

### Carrière en club
Svetoslav Dyakov dispute 21 matchs en Ligue des champions, et 9 matchs en Ligue Europa, pour un but inscrit.

### Carrière internationale
Svetoslav Dyakov compte 28 sélections avec l'équipe de Bulgarie depuis 2012. 
Il est convoqué pour la première fois en équipe de Bulgarie par le sélectionneur national Liouboslav Penev, pour un match amical contre la Hongrie le 29 février 2012 (1-1).
Depuis 2015, il est le capitaine de la sélection nationale bulgare (6 fois).

## Palmarès
- Avec le Ludogorets Razgrad
  - Champion de Bulgarie en 2012, 2013, 2014, 2015, 2016, 2017 et 2018
  - Vainqueur de la Coupe de Bulgarie en 2012 et 2014
  - Vainqueur de la Supercoupe de Bulgarie en 2012 et 2014
  - Finaliste de Coupe de Bulgarie en 2017